# Dona Hariri
Dona Hariri, född 11 juli 1988, är en svensk jurist, föreläsare och moderator. Hariri föddes i Irak.  
Hariri har varit programledare för programserien Justitia på Sveriges Television och för kanalen Metropol på Sveriges Radio. Hon har även varit expert på Nyhetsmorgon på TV4 i  det stående inslaget "Koll på lagen".
Hösten 2019 debuterade Hariri som författare med boken Fatta lagen (Norstedts).

## Utbildning
Hariri är utbildad jurist vid Örebro universitet och med fördjupning inom humanitär rätt, migration, barnrätt och medicinsk rätt vid Uppsala universitet. Hon har även studerat socialpsykologi vid Högskolan Skövde samt arabiska på avancerad nivå vid Högskolan Dalarna. 

## Utmärkelser
- 2019 Nominerad Årets Jurist[5]
- 2019 Zaida Catalán-priset[6][7]
- 2016 Nominerad till Årets Jurist 2016[8]
- 2016 IM-priset 2016[9]
- 2016 Årets Mångfaldsbragd 2016[10]
- 2015 Årets Prestation 2016[11]